# The Decade 7" Remix
The Decade 7" Remix – singel niemieckiej piosenkarki C.C. Catch wydany w 1990 roku w Hiszpanii przez Hansa Records, promując wydaną w tym czasie kompilację przebojów artystki z lat jej współpracy z Dieterem Bohlenem pt. The Decade Remixes.

## Lista utworów

### Wydanie na 7"[1]
A. „The Decade 7" Remix (Radio Edit)” – 4:28
B. „House Of Mystic Lights (Album Version)” – 3:07
- W megamixie na stronie A znajdują się zmiksowane nagrania: „House of Mystic Lights”, „Strangers by Night”, „Heaven and Hell” i „Soul Survivor”.
- Wersja (Album Version) nagrania „House Of Mystic Lights” to przearanżowana wersja albumowa z kompilacji The Decade Remixes.

### Wydanie na 12"[2]
A. „The Decade 12" Remix” – 7:15
B1. „The Decade 7" Remix (Radio Version)” – 4:28
B2. „House Of Mystic Lights (Album Version)” – 3:07
- W megamixach (12"/A, 12"/B1) znajdują się zmiksowane nagrania: „House of Mystic Lights”, „Strangers by Night”, „Heaven and Hell” i „Soul Survivor”.
- Wersja (Album Version) nagrania „House Of Mystic Lights” to przearanżowana wersja albumowa z kompilacji The Decade Remixes.

## Autorzy[3]
- Muzyka: Dieter Bohlen
- Autor tekstów: Dieter Bohlen
- Śpiew: C.C. Catch
- Producent: Dieter Bohlen
- Aranżacja: Dieter Bohlen
- Współproducent: Luis Rodríguez
- Remiks: D.R. Garrido, Rafa Legisima